# Fernando Campos Harriet
Fernando Campos Harriet (Concepción, 17 de noviembre de 1910 - 21 de abril de 2003) fue un jurista e historiador chileno, galardonado con el Premio Nacional de Historia 1988.

## Biografía
Sus padres fueron el abogado José del Carmen Campos Fuente-Alba y Zoraida Harriet Godomar, ambos pertenecientes a distinguidas familias penquistas.[cita requerida] Realizó sus estudios secundarios en el Colegio de los Sagrados Corazones de Concepción o "Padres Franceses", para posteriormente ingresar a la Facultad de Derecho de la Universidad de Concepción, titulándose en 1934. Juró como abogado el 20 de diciembre de 1933, con su tesis titulada "Medios de adquirir las naves".[cita requerida]
En 1936 ingresó al Estudio Jurídico de la Armada de Chile. Allí alcanzó, solo tres años más tarde, el grado de capitán de fragata, y se desempeñó como Auditor Naval con base en Talcahuano por diez años, hasta 1951. Además, en 1950 ingresó como docente a la Universidad de Concepción, fundando la cátedra de Historia Constitucional de Chile. Posteriormente, en 1952 se radicó en Santiago para integrarse a la Facultad de Derecho y a la Escuela de Ciencias Políticas y Administrativas de la Universidad de Chile, donde dictó la misma cátedra, así como la de Historia del Derecho, hasta 1978. Ello lo llevó a escribir una sus obras más relevantes, Historia constitucional de Chile, publicada en 1956, la que se convirtió en un texto obligado para todos los que ingresan al mundo del derecho. 
Fue miembro de la Sociedad Chilena de Historia y Geografía, de la cual fue su secretario general entre 1952 y 1963. En 1970 ingresó a la Academia Chilena de la Historia, y se desempeñó como su presidente entre 1984 y 1994. En tal calidad ocupó, entre 1985 y 1988, el cargo de presidente del Instituto de Chile. Se incorporó también a la Real Academia de la Historia de España, y fue el fundador del Instituto Internacional de Historia del Derecho Indiano. Asimismo, fue miembro de la Sociedad de Bibliófilos Chilenos, Instituto O'Higginiano de Chile, Sociedad de Historia de Concepción (de la que fue presidente honorario), entre muchas otras organizaciones de corte histórico.[cita requerida]
Su labor como historiador le fue recompensada en 1988 con el Premio Nacional de Historia de Chile, en reconocimiento a su extensa obra y su particular visión de la historia en que el ámbito regional tenía gran relevancia. También es conocido por su trabajo en el campo historiográfico, en el que dio a conocer el Chile del periodo colonial, especialmente el de su ciudad natal, Concepción, siendo declarado Hijo Ilustre de esa ciudad en 1989.[cita requerida]

## Obras

### Libros
- La vida Heroica de O'Higgins (1947)
- Historia constitucional de Chile (1951) con siete ediciones y varias reimpresiones.
- Desarrollo educacional. 1810-1960 (1960)
- Veleros franceses en el mar del sur (1964)
- Alonso de Ribera. Gobernador, galante y visionario (1966)
- Don García Hurtado de Mendoza en la historia americana (1969)
- José Miguel Carrera (1974)
- Los defensores del rey (1977)
- Leyendas y tradiciones penquistas (1975) reeditado en 2003.
- Historia de Concepción (1979) con dos ediciones más.
- Jornadas de la historia de Chile (1981)
- Concepción en la primera mitad del siglo XX (1985)
- Amanecer de Concepción (1989)

### Artículos
- La institución del corregidor en el Reino de Chile (1972)
- Funcionamiento de la Intendencia de Concepción, 1786-1810 (1980)
- Don Juan Martínez de Rozas, jurista de los finales del período indiano (1984)
- El Corregimiento, después del Partido de Itata, 1600-1786-1818 (1986)
- El expolio en el derecho indiano (1995)
- El ejército en el Reino de Chile (1996)
- Importancia y decadencia del alférez en el Real Ejército de Chile (1540-1818) (1997)
- La caballería y el servicio militar en el Reino de Chile durante el siglo XVI (2000)
- Estudio de una propiedad rural chilena del siglo XVII a la luz del derecho indiano (2000)

## Premios y reconocimientos
- "Premio Atenea" por la Universidad de Concepción (1947).
- Premio Nacional de Historia (1988)
- "Hijo Ilustre" de Concepción (1989)
- Encomienda de la Orden de Isabel la Católica, concedida por el rey Juan Carlos de Borbón.
- Caballero de Honor y Devoción de la Soberana Orden Militar de Malta.
- Miembro Honorario de Sociedad Chilena de Historia y Geografía.